# 渡辺美佐子
渡辺 美佐子（わたなべ みさこ、1932年〈昭和7年〉10月23日 - ）は、日本の女優。東京市麻布区（現・東京都港区西麻布）出身。

## 略歴
- 実践女子学園高等学校卒業[1]。俳優座養成所第3期生となり、卒業後の1951年に劇団新人会に入団[3]。同期に愛川欽也、杉田弘子、穂積隆信、安井昌二がいる。ブレヒトの『家庭教師』で初舞台を踏む[2]。
- 1953年、『ひめゆりの塔』で映画デビュー。
- 1956年、日活と契約[3]。
- 1958年、『果しなき欲望』で、ブルーリボン賞の助演女優賞を受賞する。
- 1961年、にんじんくらぶに参加[3]。
- 1969年、新人会を退団後、自身が中心となって新人会の元団員たちと演劇集団「兆」を結成し、1970年1月から2年間活動[4]。
- テレビドラマでは橋田壽賀子脚本作品にたびたび起用されている。
- 1982年7月に井上ひさし作による一人芝居『化粧』に出演する。一幕劇であったが、上演成果を見た井上がもう一幕を書き加えて、同年12月の再演以降は『化粧 二幕』となった。以後、ライフワークとして長年に渡って全国で上演され続け、フランス、アメリカなどで海外公演も行われたが、2010年5月9日の座・高円寺での公演をもって演じ納めとなった。通算の上演回数は648回。
- 太平洋戦争で被災した子供たちの手記を朗読する女優らによる公演「夏の会」のメンバーの一人だが、その会はメンバーの多くが80歳以上となったため、2019年夏季の公演を最後に活動を終了すると宣言した。
- 2022年5月9日の会見で新劇交流プロジェクト2「美しきものの伝説」（同年6月16日～26日、六本木・俳優座劇場）の公演をもって「舞台女優」としての活動を終了することを発表[5]。渡辺は同公演で日本初の新劇女優・松井須磨子を演じる[5]。しかし持病等も無く健康なため、今後も舞台以外の芸能活動は継続する[5]。

## 人物
- 私生活では1965年、TBSの大山勝美プロデューサーと結婚（一男あり）[6]。
- 『ひとり旅一人芝居』で第35回日本エッセイスト・クラブ賞受賞。

## エピソード
- 1961年（昭和36年）、モスクワ国際映画祭に出席のため、俳優の下元勉らと共に旧ソビエト連邦（現・ロシア連邦）の首都モスクワを訪問している。当時はまだ海外渡航自由化の前で、貴重なモスクワ訪問となった。
- 母校の創立者・下田歌子の故郷のよしみから岩村城（岐阜県恵那市（旧岩村町））の女城主（恵那市が観光PR目的で委嘱）をつとめている。

## 出演

### 映画
- ひめゆりの塔（1953年、東映） - 安富良子
- 健児の塔（1953年、東映）
- 逆光線（1956年、日活） - 佐山元子
- 肉体の密輸（1956年、日活）
- 泣け!日本国民　最後の戦闘機（1956年、日活）
- 飢える魂（1956年、日活） - 泉谷のり子
- 続・飢える魂（1956年、日活） - 泉谷のり子
- 哀愁の園（1957年、日活）
- 女子寮祭（1957年、日活）
- 街燈（1957年、日活）
- 今日のいのち（1957年、日活） - お園
- 殺したのは誰だ（1957年、日活） - 克子
- 素足の娘（1957年、日活）
- 誘惑（1957年、日活） - 竹山順子
- 美徳のよろめき（1957年、日活） - マダム秋子
- 峠（1957年、日活）
- 十代の罠（1957年、日活）
- 果しなき欲望（1958年、日活） - 志麻 ※監督：今村昌平、ブルーリボン助演女優賞を受賞
- 白い悪魔（1958年、日活） - 小沢邦子
- 佳人（1958年、日活） - 時江
- 陽のあたる坂道（1958年、日活） - 川上ゆり子
- 四季の愛欲（1958年、日活） - 百合子
- 運河（1958年、日活）
- 風速40米（1958年、日活） - 根津踏絵
- 青い乳房（1958年、日活）
- 危険な群像（1958年、日活）
- 獣のいる街（1958年、日活）
- ギターを持った渡り鳥（1959年、日活） - リエ
- 傷痕の掟（1959年、日活）
- 第三の死角（1959年、日活）
- 実いまだ青し（1959年、日活）
- 仮面の女（1959年、日活）
- 才女気質（1959年、日活） - 辰江
- 絞首台の下（1959年、日活） - 小山久美子
- 若い豹のむれ（1959年、日活） - 滝馨子
- その壁を砕け（1959年、日活）
- 0番街の狼（1959年、日活）
- 人形の歌（1959年、日活）
- 硫黄島 （1959年、日活）
- われらの時代（1959年、日活）
- 銀座旋風児（ぎんざマイトガイ）（1959年、日活）
- 危険な女（1959年、日活） - 潮田芳子
- 口笛が流れる港町（1960年、日活） - 君江
- 13号待避線より　その護送車を狙え（1960年、日活）
- 邪魔者は消せ（1960年、日活）
- 静かな脱獄者（1960年、日活）
- 男の怒りをぶちまけろ（1960年、日活）
- 十六歳（1960年、日活）
- あした晴れるか（1960年、日活） - 矢巻しのぶ
- 武器なき斗い（1960年、大東映画）
- 大出世物語（1961年、日活）
- 破れかぶれ（1961年、日活）
- あいつと私（1961年、日活） - 松本みち子
- 百万弗を叩き出せ（1961年、日活）
- 私は二歳（1962年、大映）
- 男と男の生きる街（1962年、日活）
- 人間（1962年、近代映画協会）
- 人間狩り（1962年、日活）
- 気まぐれ渡世（1962年、日活）
- からみ合い（1962年、松竹）
- しろばんば（1962年、日活）
- 若者たちの夜と昼（1962年、東映）
- 雲に向かって起つ（1962年、日活）
- 目をつぶって突っ走れ（1962年、日活）
- 零戦黒雲一家（1962年、日活） - 平岩奈美
- 東京アンタッチャブル（1962年、東映）
- あの橋の畔で　第1部、第2部（1962年、松竹）
- 武士道残酷物語（1963年、東映）
- 真田風雲録（1963年、東映） - むささびの霧
- 一心太助 男一匹道中記（1963年、東映）
- 競輪上人行状記（1963年、日活）
- 野獣の青春（1963年、日活）
- 残酷の河（1963年、松竹）
- アリバイ（1963年、日活）
- 夜霧のブルース（1963年、日活）
- 丘は花ざかり（1963年、日活）
- 第三の忍者（1964年、東映）
- 紫右京之介　逆一文字斬り（1964年、東映）
- 帰郷（1964年、日活）
- 人間に賭けるな（1964年、日活）
- 怪談（1964年、東宝） - 第二の妻
- 美しさと哀しみと（1965年、松竹）
- 冷飯とおさんとちゃん（1965年、東映） - お蝶
- 夜の勲章（1965年、大映）
- 異聞猿飛佐助 (1965年)
- 美しさと哀しみと（1965年、松竹） - 大木文子
- 大奥㊙物語（1967年、東映） - ナレーション
- 解散式（1967年、東映） - 三枝
- 華岡青洲の妻（1967年、大映） - 小陸
- おさな妻（1970年、大映）
- 忍ぶ糸（1973年、東宝）
- 悪魔の手毬唄（1977年、東宝） - 別所春江
- 典子は、今（1981年、東宝） - 松原春江
- TATTOO＜刺青＞あり（1982年、ATG） - 竹田貞子
- 開港風雲録 YOUNG JAPAN（1989年、東宝） - ふさ
- つぐみ（1990年、松竹） - つぐみ（牧瀬里穂）の母・政子
- 月光の夏（1993年、ヘラルド・エース） - 吉岡公子
- 顔（2000年、松竹） - 吉村常子
- アカシアの道（2001年、ユーロスペース） - 木島かな子
- さよなら、クロ（2003年、シネカノン） - 牧野校長
- いつか読書する日（2005年、スローラーナー） - 皆川敏子
- 東京タワー 〜オカンとボクと、時々、オトン〜（2007年、松竹）
- 凍える鏡（2008年、「凍える鏡」製作事務所） - 矢崎香澄 ※100本目の映画出演作
- 歓喜の歌（2008年、シネカノン）
- ウルトラミラクルラブストーリー（2009年、リトルモア）-柴田もつ
- しあわせのパン（2012年、アスミック・エース） - 阪本アヤ
- 果てぬ村のミナ（2012年、ソウルボートプロダクション） - 守屋ハル
- 舟を編む（2013年、松竹・アスミック・エース） - タケ
- 続・深夜食堂（2016年、東映） - 小川夕起子
- 誰がために憲法はある (2019年、ドッグシュガー) - 憲法くん
- いのちスケッチ (2019年) - 田中和子
- ルート29（2024年）[7]

### テレビドラマ
- 大河ドラマ（NHK総合）
  - 「赤穂浪士」（1964年）
  - 「源義経」（1966年） - あかね
  - 「新・平家物語」（1972年） - ナレーション
- ただいま11人（1964年 - 1967年、TBS）
- みだれがみ（1967年 - 1968年、NHK総合）
- 魔像・十七の首 (1969年、朝日放送)
- 大坂城の女（1970年、関西テレビ / 東映）
- 鬼平犯科帳（八代目松本幸四郎版）
  - 第2シリーズ  第11話「女賊」（1971年、NET / 東宝） - お千代
- 木枯し紋次郎 第2シリーズ 第2話「暁の追分に立つ」（1972年、フジテレビ / C.A.L） - お清
- 赤ひげ 第15話「醜聞」（1973年、NHK総合）
- 恐怖劇場アンバランス 第1話「木乃伊（ミイラ）の恋」（1973年、フジテレビ / 円谷プロ） - 則武笙子
- 追跡 第4話「天使の棄児」（1973年、関西テレビ）
- ポーラテレビ小説 （TBS）
  - 「愛子」（1973年 - 1974年） - 華
  - 「絹の家」（1976年） - 大内とよ
  - 他、本編終了後のCMに出演
- 銀河テレビ小説（NHK総合）
  - 生きて愛して（1973年） - 相馬黒光
  - 恋とコーヒー（1974年） - 坂井モエ子
- はぐれ刑事 第6話「姉弟」（1975年、日本テレビ / 国際放映）
- 赤い疑惑（1975年 - 1976年、TBS / 大映テレビ） - 大島敏江（八千草薫の後任）
- 連続テレビ小説（NHK総合）
  - 「火の国に」（1976年 - 1977年） - ナレーション
  - 「おしん」（1983年 - 1984年） - 長谷川たか
  - 「いちばん太鼓」（1985年 - 1986年） - 勢子
  - 「春よ、来い」（1994年 - 1995年） - 長坂アイ
  - 「おひさま」（2011年）- 桐野富士子
- 東芝日曜劇場 / 二階（1977年、TBS） - 坪川裕子
- ムー（1977年、TBS） - 宇崎小春
- ムー一族（1978年 - 1979年、TBS） - 宇崎小春
- 風の隼人（1979年 - 1980年、NHK総合）- 仙波七瀬
- ザ・スペシャル 青春の昭和史Ⅱ三十秒の狙撃兵（1979年12月20日、テレビ朝日） - 北原しの
- 竹とんぼ（1980年、日本テレビ）
- 土曜ドラマ　早坂暁シリーズ　暁は寒かった（1980年、NHK総合） - 冨士茂子
- 虹子の冒険（1980年、テレビ朝日）
- 松本清張の黒革の手帖（1982年、テレビ朝日） - 中岡市子
- 残照の中から（1983年4月3日、NHK総合）
- 大奥 第4話 - 第11話（1983年、関西テレビ）
- 大家族（1984年、TBS） - 山根峯子
- ドラマ女の手記「定年当日の離縁状」（1987年、テレビ東京 / C.A.L） - 主演
- 現代恐怖サスペンス / お望み通りの死体（1987年、関西テレビ / 東映） - 主演
- 京大アメリカンフットボール部誕生秘話 君に涙は似合わない（1988年、朝日放送 / テレパック）
- 華岡青洲の妻（1989年、フジテレビ）
- アイラブユーからはじめよう（1989年、TBS） ※渡辺の衣裳デザインはルリ落合が担当
- 代表取締役刑事 第23話（1991年、テレビ朝日）
- はぐれ刑事純情派スペシャル版 第6シリーズ 第1話「ハワイ女3人卒業旅行・東京～ホノルル 産婦人科女医の犯罪!!」（1993年、テレビ朝日 / 東映） - スーザン・ブレストン洋子
- 金曜エンタテイメント / 阿部一族（1995年、フジテレビ）
- 火曜サスペンス劇場（日本テレビ）
  - 「転勤判事」（1997年 - 1998年）- 二宮ふたば
  - 「弁護士・高林鮎子スペシャル31 寝台特急トワイライトエクスプレスの罠」（2003年1月7日） - 岡田久子
- 水曜女と愛とミステリー / 人間の証明2001（2001年、テレビ東京）
- 土曜ワイド劇場 / 京都殺人案内(24)（2001年、朝日放送 / 松竹）
- サイコドクター 第10話「洗脳恐怖! 孤独な主婦を救え!!」・第11話「2才の記憶…父は生きていた」（2002年、日本テレビ）
- はぐれ刑事純情派（テレビ朝日 / 東映）
  - （1993年） - スーザンプレストン・洋子
  - （2003年） - 大賀雅代
- 老いてこそなお（2003年11月25日、NHK総合）吉沢文子
- 渡る世間は鬼ばかり（2004年 - 2007年TBS） - 菊村サワ
- ハルとナツ 届かなかった手紙（2005年、NHK総合）
- WATER BOYS 2005夏（2005年8月、フジテレビ）
- 特集ドラマ「お買い物〜老夫婦の東京珍道中」（2009年2月14日、NHK総合）
- 第9回文芸社ドラマスペシャル 「ペーパー離婚〜娘の結婚VS親の離婚〜」（2010年2月7日、テレビ朝日） - 奈良橋郁代　役
- 家で死ぬということ（2012年2月25日、NHK名古屋） - 中村ひさ子
- 猫弁 〜死体の身代金〜（2012年4月23日、TBS） - 靴磨きの老女
- 新春ワイド時代劇 / 白虎隊〜敗れざる者たち（2013年1月2日、テレビ東京） - 西郷律子
- ハンチョウ〜警視庁安積班〜 シリーズ6 第4話（2013年2月4日、TBS） - 木村里枝
- 第37回創作テレビドラマ大賞「希望の花」（2014年2月25日、NHK総合） - 坪内トヨ
- なるようになるさ。 第2シリーズ（2014年、TBS） - 戸川たつ
- 2030 かなたの家族（2015年9月26日、NHK総合) [8]
- 戦艦武蔵（2016年8月6日、NHK BSP） - 真中ふみ 役[9]
- プリンセスメゾン（2016年、NHK BSP） - 藤堂紅
- マンゴーの樹の下で〜ルソン島、戦火の約束〜（2019年8月8日、NHK総合） - 日下部綾

### その他のテレビ番組
- 徹子の部屋（テレビ朝日）
- ぴったしカンカン（1979年1月2日、TBS） - カンカンチームのキャプテン代理を務めた回あり
- NHK特集（1986年、NHK総合）「老優たちの日々」- ナレーション
- スタジオパークからこんにちは（NHK総合、2016年9月2日）
- 松平健・高将の名言（BSジャパン、2016年12月18日）
- こころの時代「“小さき人々”の声を求めて」（2017年4月、NHK Eテレ）-朗読[10]
- BS1スペシャル「女優たちの終わらない夏・終われない夏」（NHK BS1、2019年11月10日）

### 舞台
- 家庭教師（新人会　作：ベルトルト・ブレヒト　演出：千田是也） - リーゼ[2]
- マリアの首（1959年、新人会　作：田中千禾夫） - 忍[2]
- 真田風雲録（1962年、俳優座系スタジオ劇団合同公演　作：福田善之　演出：千田是也）
- オッペケペ（1964年、新人会　作：福田善之　演出：観世栄夫） - お芳[11]
- さすらい（1964年、新人会　作・演出：田中千禾夫） - 咲[11]
- アンドロマック（1966年、日生劇場　作：ジャン・ラシーヌ　演出：浅利慶太）
- 魔女傳説（1969年、自由劇場　作：福田善之　演出：観世栄夫）
- ヴァージニア・ウルフなんかこわくない（1978年、パルコ　作：エドワード・オールビー　演出：福田陽一郎）
- オッペケペ（1979年、立動舎　作：福田善之　演出：観世栄夫）
- 小林一茶（1979年、五月舎　作：井上ひさし　演出：木村光一）
- 化粧（1982年、地人会　作：井上ひさし　演出：木村光一）
- 化粧 二幕（1982年、地人会　作：井上ひさし　演出：木村光一）
- もとの黙阿弥（1983年、新橋演舞場　作：井上ひさし　演出：木村光一）
- グレイクリスマス（1983年、本多劇場　作：斎藤憐　演出：栗山民也）
- 頭痛肩こり樋口一葉（1984年、こまつ座　作：井上ひさし　演出：木村光一）
- この子たちの夏 1945・ヒロシマ ナガサキ （1985年、地人会　構成・演出：木村光一）
- 庭はすべて （1986年、地人会　作：エドワード・オールビー　演出：木村光一）
- 青い紙のラブレター （1988年、地人会　作：アーノルド・ウェスカー　演出：木村光一）
- 東京行進曲（1990年、新劇団協議会　作：斎藤憐　演出：千田是也）
- がめつい奴（1992年、蝉の会　作：菊田一夫　演出：渡辺浩子）
- 朝焼けのマンハッタン （1993、1999年、地人会　作：斎藤憐　演出：木村光一）
- 焼跡のマクベス（1996年、流山児★事務所　原作：福田善之　脚本：山元清多　演出：流山児祥）
- 夜明け前（1997年、新国立劇場　原作：島崎藤村　脚色：村山知義　演出：木村光一）
- 三婆（1998年、芸術座　原作：有吉佐和子　脚本・演出：小幡欣治）
- 谷間の女たち（1999年、地人会　作：アリエル・ドーフマン　演出：木村光一）
- グリークス（2000年、Bunkamura　台本：ジョン・バートン、ケネス・カヴァンダー　演出：蜷川幸雄）
- 日暮町風土記（2001年、二兎社　作・演出：永井愛）
- 心と意志（2003年、地人会　作・演出：坂手洋二）
- 世紀末のカーニバル（2004年、地人会　作：斎藤憐　演出：木村光一）
- いとこ同志（2005、2007年　まつもと市民芸術館　作・演出：坂手洋二）
- 明日の幸福（2005年、劇団朋友　作：中野實　演出：石井ふく子）
- 民衆の敵（2006年、燐光群　原作：ヘンリック・イプセン　脚本・演出：坂手洋二）※ナレーション
- エンドゲーム（2006年、世田谷パブリックシアター　作：サミュエル・ベケット　演出：佐藤信）
- チェックポイント黒点島（2006年、燐光群　作・演出：坂手洋二）
- 鳥瞰図（2008、2011年　新国立劇場　作：早船聡　演出：松本祐子）
- 戦争と市民（2008年、燐光群　作・演出：坂手洋二）
- ジョルジュ −サンドとショパン−（2011年、座・高円寺　作：斎藤憐、演出：佐藤信）
- 星の息子（2012年、燐光群　作・演出：坂手洋二）
- リア（2013-14年、座・高円寺　作：ウィリアム・シェイクスピア・演出：佐藤信）
- 黄昏にロマンス（2014年、原作：アレクセイ・アルブーゾフ）演出：西川信廣 - 平幹二朗との二人芝居
- お召し列車（2015年、燐光群　作・演出：坂手洋二）
- リチャード三世（2017年、作：ウィリアム・シェイクスピア　演出：シルヴィウ・プルカレーテ）
- サイパンの約束（2018年、燐光群　作・演出：坂手洋二）
- 夏の雲は忘れない～一九四五・ヒロシマ ナガサキ～（2008年-　夏の会）- 女優たちによる朗読劇

### 吹き替え
- マリア・シェル - 映画『縛り首の木』（1959年、アメリカ）
- リー・レミック
  - TVミニシリーズ 『将軍アイク』(1978年、アメリカ)
  - TVミニシリーズ『自動車』(1978年、アメリカ) -  エリカ・トレントン
  - 手紙　(1982年、アメリカ)

### 著書
- 『ひとり旅 一人芝居』講談社 1987/4

### 共著
- 『ステラMOOK ラジオ深夜便 女優が語る私の人生』NHKサービスセンター (編さん)共著 2012/10/
- 『人生の気品』共著　新日本出版社 2017/11

## 受賞歴
- 新劇演技賞（1960年）（『マリアの首』）[3][2]
- 第14回（1979年度）紀伊国屋演劇賞・個人賞（『オッペケペ』、『小林一茶』）
- 第21回ゴールデン・アロー賞 演劇賞
- 第33回（1983年度）芸術選奨文部大臣賞
- 1987年『ひとり旅　一人芝居』で日本エッセイストクラブ賞
- 紫綬褒章（1997年）
- 第8回（2000年度）読売演劇大賞・優秀女優賞
- 第1回（2001年度）バッカーズ演劇奨励賞（『日暮町風土記』）
- 旭日小綬章（2004年）[12]
- 第35回（2009年度）放送文化基金賞・演技賞（『お買い物』）
- 第32回（2011年度）松尾芸能賞・特別賞（『化粧 二幕』）
- 第40回（2014年度）菊田一夫演劇賞・特別賞
- 第16回（2016年度）坪内逍遙大賞
- 第48回（2024年度）日本アカデミー賞・会長功労賞[13]